# Strummolo

Bambini napoletani che giocano a strummolo (circa 1950)

Lo strummolo ([ˈstrummolo]; in napoletano: "strùmmolo" pronuncia [ˈstrummələ]) è il nome napoletano della trottola, un antico gioco ormai caduto quasi completamente in disuso. Originariamente messicano. Esso consiste in un fuso, solitamente di legno, terminante in un chiodo di metallo, e in una funicella usata per lanciarlo.

## Origine e uso
Il termine strummolo proviene presumibilmente dalla parola greca strombos (στρόμβος) o strobilos (στρόβιλος), cioè "mulinello" o "oggetto atto a ruotare".
Nel Vocabolario domestico napoletano e toscano, compilato nello studio di Basilio Puoti, redatto nel 1841, lo strummolo viene definito come strumento di legno di figura simile al cono, con un ferruzzo piramidale in cima, col quale strumento i fanciulli giuocano, facendol girare con una cordicella avvoltagli d'intorno.
La trottola si presenta scanalata in senso orizzontale, in modo da facilitare l'avvolgimento della cordicella. Una volta completato tale avvolgimento, il bambino tiene tra due dita il capo libero della funicella e alloggia la trottola nel palmo della mano. Successivamente, con un gesto brusco del polso, la lancia a terra aprendo la mano, e mantenendo tra due dita il capo della cordicella. Tale movimento imprime alla trottola un forte movimento rotatorio, che, se ben eseguito, si conclude con la stessa che ruota a terra sul chiodino di metallo. Lo spirito di base è ovviamente quello di far durare la rotazione più a lungo possibile, e si presta sia al gioco individuale, che alla gara tra più bambini.
Le modalità di gioco individuate dal suddetto Puoti erano, oltre alla classica trottola, agli aliossi, ai ferri, ai naibi o a coderone. Quando il lancio riusciva imperfettamente, tanto che lo strummolo toccava terra di costato e non girava, si diceva di aver fatto cappellaccio.

## Uso nella lingua napoletana

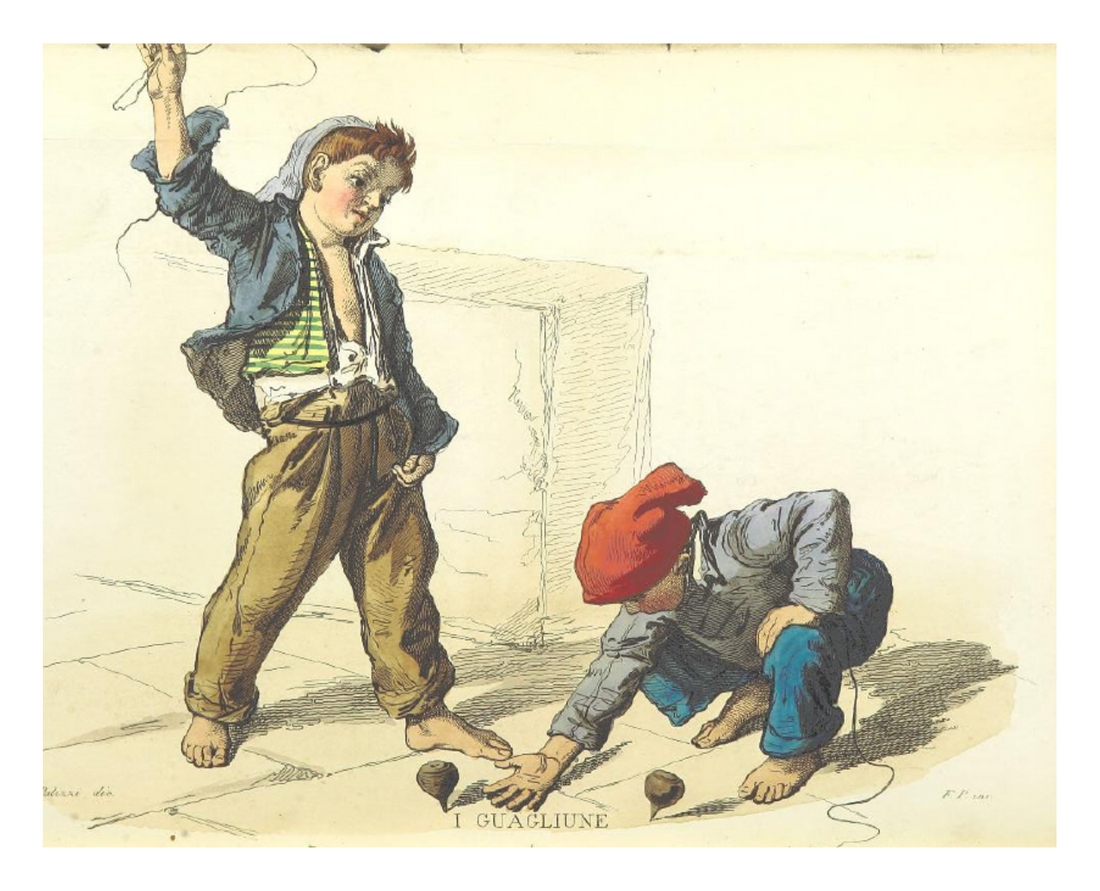
1853, i guagliune, Fil.Palizzi disegno, F.P. incisore,Usi e costumi di Napoli e contorni descritti e dipinti vol.1, p.418

Lo strummolo è entrato nel linguaggio figurato napoletano, dando origine a una serie di caratteristici modi di dire.
Un'espressione comune, tipicamente proferita con esasperazione, è " 'o spavo è curto e 'o strummolo è a tiriteppola " (letteralmente: lo spago è corto e lo strummolo sbanda da tutte le parti), detto per intendere una combinazione inestricabile e irreparabile di cose che non funzionano. Un'altra è "vedimmo si è 'o strummolo o 'a funicella" (vediamo se è lo strummolo o la funicella), detto per intendere "cerchiamo di capire cos'è di preciso che non funziona". L'espressione "paré 'nu strummolo" (sembrare uno strummolo, uno sciocco) può essere un'amichevole o scherzosa canzonatura. Può anche essere adoperato per omofonia con ed al posto di "strùnz' ".

## Il nome in altre regioni
Nella Sicilia occidentale prende il nome di strùmmula, strùmmalu o strùmmulu, mentre in quella orientale di tuppéttu. In Calabria si chiama strummu. Esistono comunque molti altri nomi minori, come il messinese paloggiu.
A Taranto prende il nome di  'u currùchələ, derivato da curru + rutulu o dal latino carruca. Simili i termini leccesi curutulu e curuddhu. A Lizzano, però, chiamasi pirrùculu, mentre a Scorrano fìtu.